# Marxists Internet Archive
Marxists Internet Archive (MIA) – internetowa, niedochodowa encyklopedia i biblioteka cyfrowa, dostępna pod adresem Marxists.org, udostępniająca teksty związane z tradycją marksistowską, socjalistyczną i anarchistyczną.

## Historia
Archiwum powstało w 1990 z inicjatywy osoby znanej jedynie pod internetowym pseudonimem „Zodiac”. Rozpoczęto wówczas proces digitalizacji tekstów marksistowskich poprzez ręczne przepisywanie dzieł Karola Marksa i Fryderyka Engelsa do formatu elektronicznego, poczynając od Manifestu komunistycznego. W 1993 zgromadzone materiały zostały udostępnione w sieci Gopher na serwerze csf.colorado.edu. Do projektu dołączyli wolontariusze, którzy przyczynili się do rozpowszechniania oraz tworzenia lustrzanych kopii archiwum. Główna strona oraz jej kopie były jednak hostowane na serwerach instytucji akademickich i do końca 1995 niemal wszystkie zostały zamknięte.
W 1996 strona internetowa Marx.org została przeniesiona na serwer komercyjnego dostawcy usług internetowych (ISP), co przyczyniło się do wzmożonej aktywności ze strony wolontariuszy. W kolejnych latach doszło jednak do konfliktu pomiędzy wolontariuszami zaangażowanymi w rozwój witryny a Zodiaciem, który zachował pełną kontrolę nad projektem oraz nazwą domeny. W miarę rozszerzania zakresu archiwum, Zodiac zaczął obawiać się, że otwarcie na różnorodne nurty marksizmu stanowi „śliską ścieżkę” prowadzącą do sekciarstwa. Wolontariusze, którzy zajmowali się transkrypcją tekstów, wyrażali niezadowolenie z powodu braku wpływu na sposób organizacji i funkcjonowania archiwum. Na początku 1998 Zodiac podjął decyzję o powrocie do pierwotnej formuły projektu, polegającej na publikacji wyłącznie dzieł Marksa i Engelsa, usuwając prace innych autorów.
W lipcu 1998 wolontariusze utworzyli obecną formę MIA, przenosząc pliki i zasoby z dotychczasowej strony Marx.org. Inicjatywa ta doprowadziła do dalszego wzrostu aktywności oraz poszerzenia zakresu archiwum. Strona Marx.org została ostatecznie zamknięta przez Zodiaca w 1999, a w 2002 zrezygnował on z praw do domeny, która została następnie wykupiona przez MIA.

## Zasoby
Zasoby MIA obejmują prace m.in. Karola Marksa, Fryderyka Engelsa, Włodzimierza Lenina, Lwa Trockiego,  Paula Lafargue'a, Róży Luksemburg, Antonio Gramsciego, Karla Kautsky'ego, Michaiła Bakunina, Piotra Kropotkina i Pierre’a-Josepha Proudhona, a także wiele innych tekstów autorów pokrewnych ideowo oraz niezwiązanych bezpośrednio z marksizmem, socjalizmem czy anarchizmem (np. Sun Zi). Archiwum wywodzi się z inicjatyw mailingowych i grup dyskusyjnych, a od 1993 funkcjonuje jako zintegrowana biblioteka online.
Obecnie zawiera ponad 180 000 dokumentów autorstwa ponad 850 twórców w około 80 językach, w tym w języku polskim. Wszystkie materiały są udostępniane bezpłatnie, choć nie wszystkie są wolne od praw autorskich.